# Hovhannes Zardaryan
Hovhannes Zardaryan (in armeno: Հովհաննես Զարդարյան; Kars, 8 gennaio 1918 – Erevan, 21 luglio 1992) è stato un artista armeno.

## Biografia
Zardaryan Hovhannes è nato 8 gennaio 1918, a Kars (oggi Turchia) nella famiglia di artigiani. Durante il genocidio degli armeni si rifugiò famiglia Zardaryan per la prima volta in Armavir, Krasnodar e, infine, si stabilirono nel 1920 a Tiflis (Tbilisi), dove, all'età di 15 anni, Hovhannes iniziato i suoi studi presso il Georgia Accademia di Belle Arti. Nel 1933 si trasferisce a Yerevan, dove continuò i suoi studi presso la Facoltà di Belle Arti (poi l'Università di Scienze Applicate Terlemezyan) sotto la guida di Armenia Vahram Arakelyan e Gayfezdjian pittori Sedrak.